# Spoorlijn Locarno - Camedo
De spoorlijn Locarno - Camedo is onderdeel van de Centovallibahn, een smalspoorlijn tussen de steden Locarno gelegen in het Zwitserse kanton Tessino en de Noord-Italiaanse stad Domodossola gelegen in de regio Piëmont. De spoorwijdte is 1000 meterspoor.

## Geschiedenis

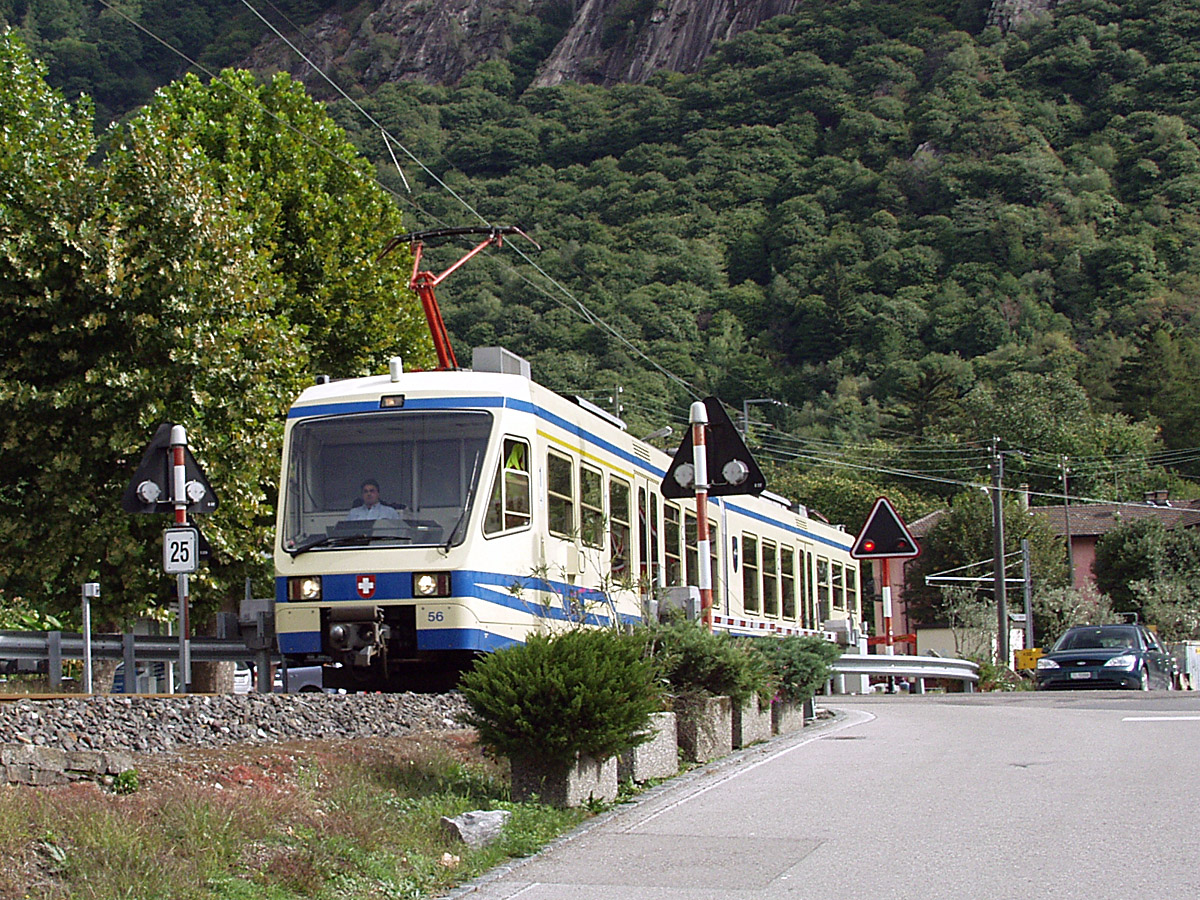
Treinstel van de Centovallibahn in Ponte Brolla

Op 22 december 1898 werd de concessie verstrekt voor de volgende trajecten vanaf Locarno:
- over Ponte Brolla in het Maggiatal naar Bignasco (toerisme, graniettransport)
- over Ponte Brolla in het Centovalli tot de landsgrens bij Camedo/Ribellasca
- langs de oever van de Lago Maggiore over Ascona, Brissago tot de landsgrens bij Valmara

Net als bij de voormalige Maggiatalbahn en de kabelbaan Standseilbahn Locarno - Madonna del Sasso is het initiatief voor de bouw van de Centovallibahn in de 19e eeuw gekomen van de burgemeester van Locarno, Francesco Balli (1852-1924).
De werkzaamheden begonnen reeds in 1912, voor de Eerste Wereldoorlog. Op 12 november 1918 sloot de Zwitserse Bondsraad een verdrag met de koning van Italië, Victor Emanuel III van Italië. Het traject werd op 25 november 1923 geopend.
Op 7/8 augustus 1978 ontstond er door hoogwater veel schade aan de spoorbaan. Aan de Italiaanse zijde werden twee bruggen verwoest en vele meters spoorbaan weg gespoeld. Pas in de zomer van 1980 werd de verbinding hersteld en de treindienst weer over het hele traject uitgevoerd.
Oorspronkelijk liep het traject tussen Bahnhof Locarno SBB en S. Antonio als tramlijn over Piazza Grande in Locarno en maakte gebruik van de sporen van de Strassenbahn van Locarno. In 1937 werd het traject naar Maggiadelta verlengd. In 1990 werd een tunnel rond de binnenstad tussen Bahnhof Locarno en S. Martino geopend en het traject door de binnenstad opgebroken.
Op 26 april 2016 botsten om 8.30 uur de treinstellen ABe 4/6 52 „Muralto“  en ABe 4/6 53 „Ascona“ bij Centovalli frontaal. Hierbij vielen 5 lichtgewonden en de schade aan het materieel was zeer beperkt.

## Aansluitingen
In de volgende plaatsen was of is er een aansluiting van de volgende spoorlijnen:

### Locarno
- Giubiasco - Locarno

### Ponte Brolla
- Maggiatalbahn

### Camedo
- Centovallibahn naar Domodossola

## Elektrische tractie
Het traject werd vanaf het begin geëlektrificeerd met een spanning van 1200 volt gelijkstroom.

## Trivia
In 1948 kwam een aantal tramrijtuigen van de Nederlandse Stoomtramweg-Maatschappij Oostelijk Groningen bij dit bedrijf rijden. Een van deze rijtuigen kwam later terug naar Nederland en werd opgenomen in de collectie van de Museumstoomtram Hoorn-Medemblik.